# 凯萨茨科耶农村居民点
凯萨茨科耶农村居民点（俄语：Кайсацкое сельское поселение）是俄罗斯联邦伏尔加格勒州帕拉索夫卡区所属的一个农村居民点。其下辖有6个居民点，行政中心为凯萨茨科耶。据2016年统计，该农村居民点的人口为2016人。